# Onda longitudinale

Onda longitudinale piana (onda di pressione)

Rappresentazione della propagazione di un'onda longitudinale su una griglia bidimensionale)

Si ha un'onda longitudinale, in un solido elastico, quando le particelle del mezzo in cui si propaga l'onda oscillano lungo la direzione di propagazione. Si parla anche di onde longitudinali nel caso delle onde di pressione in un gas, in quanto il gradiente di pressione che si determina al passaggio dell'onda è parallelo alla direzione di propagazione.

## Onde meccaniche
Sono onde longitudinali le onde sonore e le onde sismiche di tipo P (causate da terremoti o esplosioni)

### Onde sonore
Per le onde sonore armoniche, la frequenza e la lunghezza d'onda possono essere messe in relazione con la formula
{\displaystyle y(x,t)=y_{0}\sin {\Bigg (}\omega \left(t-{\frac {x}{c}}\right){\Bigg )}}
dove:
- y è lo spostamento di un punto lungo l'onda sonora;
- x è la distanza del punto dalla sorgente dell'onda;
- t è il tempo trascorso;
- y0 è l'ampiezza delle oscillazioni,
- c è la velocità dell'onda;
- ω è una costante proporzionale alla frequenza dell'onda.

La quantità x/c è il tempo necessario all'onda per percorrere la distanza x.
La frequenza f, in hertz, dell'onda è data da:
{\displaystyle f={\frac {\omega }{2\pi }}.}
Per le onde sonore, l'ampiezza dell'onda è la differenza tra la pressione del mezzo non perturbato e la pressione massima causata dall'onda.
La velocità di propagazione delle onde sonore dipende dalla temperatura e pressione del mezzo attraverso il quale si propagano.

### Onde di pressione
In un mezzo elastico, un'onda armonica di pressione ha la forma
{\displaystyle y(x,t)\,=y_{0}\cos(kx-\omega t+\varphi )}
dove:
- y0 è l'ampiezza dello spostamento,
- k è il numero d'onda,
- x è la distanza dello spostamento lungo l'asse di propagazione,
- ω è la frequenza (moltiplicata per {\displaystyle 2\pi }),
- t è il tempo,
- φ è la differenza di fase.